# Sunberig
Sunberig er en megalitgrav fra stenalderen på friserøen Før. Graven er beliggende direkte ved diget vest for landsbyen Yttersum i øens vestlige del (Vesterlandet). Da graven blev åbnet i 1895, opdagede man en stenaks, rester af menneskeknogler og aske. Gravkammeret ligger i en nu næsten usynlig jordhøj. Det er orienteret i syd-østlig retning. Kammeret er opbygget af to bæresten ved hver langside og afsluttes med en flad dæksten i nordvest. Kammeret er cirka 1,8 m x 0,6 m stort.

## Eksterne links
- Billede på Panoramio Arkiveret 27. februar 2016 hos  Wayback Machine
- Rund um Föhr: Megalithgrab Sunberig (tysk)

54°42′54.46″N 8°23′49.86″Ø / 54.7151278°N 8.3971833°Ø